# Gaëlle Enganamouit
Gaëlle Enganamouit   (Yaoundé, 9 de juny de 1992) és una davantera de futbol internacional pel Camerun, amb el qual ha estat subcampiona d'Àfrica (2014) i ha jugat els Jocs Olímpics de Londres i el Mundial 2015.
Va ser nomenada millor jugadora africana del 2015 després de la seva actuació al Mundial, on va marcar 3 gols, i de ser la primera màxima goleadora africana de la Damallsvenskan amb el Eskilstuna United.
El 9 de juny de 2020, Gaëlle Enganamouit va anunciar el seu 28è aniversari, el final de la seva carrera.

## Trajectòria
| Temporades    | Club                | Títols           | Selecció (fases finals)                               |
| ------------- | ------------------- | ---------------- | ----------------------------------------------------- |
| 09/10 - 11/12 | Lorema Yaoundé      |                  | Jocs Olímpics 2012 (1a fase)                          |
| 12/13 - 13/14 | Spartak Subotica    | 1 Lliga i 1 Copa | Copa d'Àfrica 2012 (3r lloc)                          |
| 2014 - 2015 0 | Eskilstuna United 0 |                  | Copa d'Àfrica 2014 (subcampió) Mundial 2015 (vuitens) |
| 2016 - act.   | FC Rosengard        |                  |                                                       |